# منتخب صربيا لكرة اليد للسيدات
منتخب صربيا لكرة اليد للسيدات (بالصربية: Женска рукометна репрезентација Србије)‏ هو ممثل صربيا الرسمي في المنافسات الدولية في كرة اليد في فئة رياضة نسوية.